# Johann Gabriel Seidl
Johann Gabriel Seidl (Vienna, 1804 – 1875) è stato un drammaturgo austriaco.
Docente a Cilli dal 1829 al 1840, fu direttore del Museo palatino di antichità e numismatica dal 1840 e tesoriere dell'impero austro-ungarico dal 1856 al 1873.
Amico di Nikolaus Lenau e di Franz Schubert, fu autore di ballate e novelle in stile biedermeier.